# Sjömossen-Svinasjöns naturreservat
Sjömossen-Svinasjön är ett naturreservat i Harbo socken, Heby kommun.
Naturreservatet består av Svinasjön med omkringliggande skogs- och myrmarker. Den sanka skogen har varit ointressant för skogsbruk och har fått ligga orörd under större delen av sin tid. Norra delen av sjön tillhörde tidigare Svina by, och är källan för Svinabäcken. Södra delen låg på Harbo sockenallmänning, och här hade Risinge by ängar tillhörande deras fäbodar längre söderut, åtminstoner redan 1731 fanns fäboden på plats. Fäboden var i bruk åtminstone fram till 1885. 1773 skiftades allmänningen och skogen söder om Svinasjön tillföll Vida, Kyrkoherdebostället, Ramna och Kvarsta.
I reservatet trivs flera ovanliga mossor, lavar och svampar – exempelvis vedtrappmossa, grön sköldmossa, veckticka och doftskinn.

## Galleri

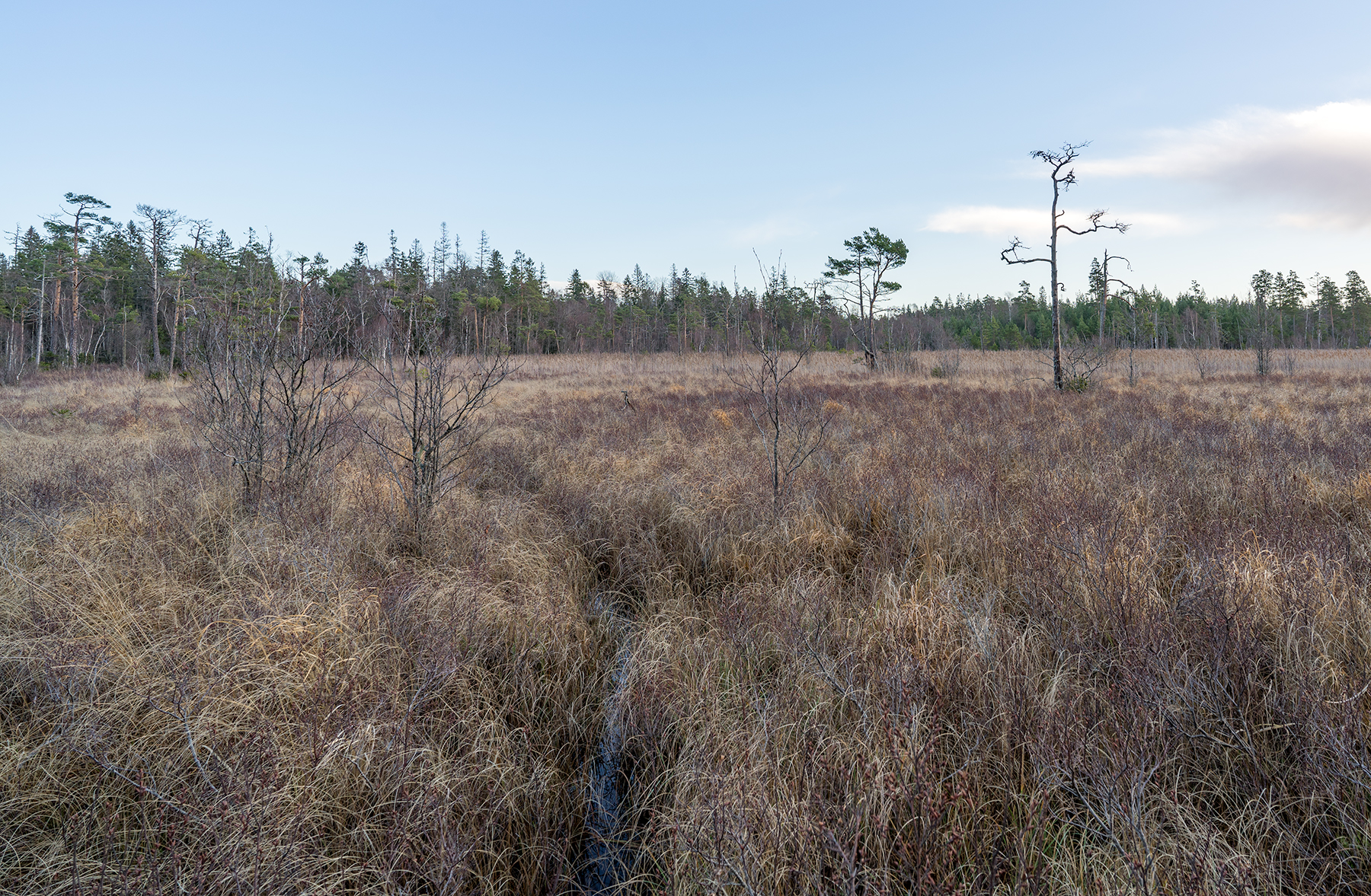
Myr på norra sidan av Svinasjön.
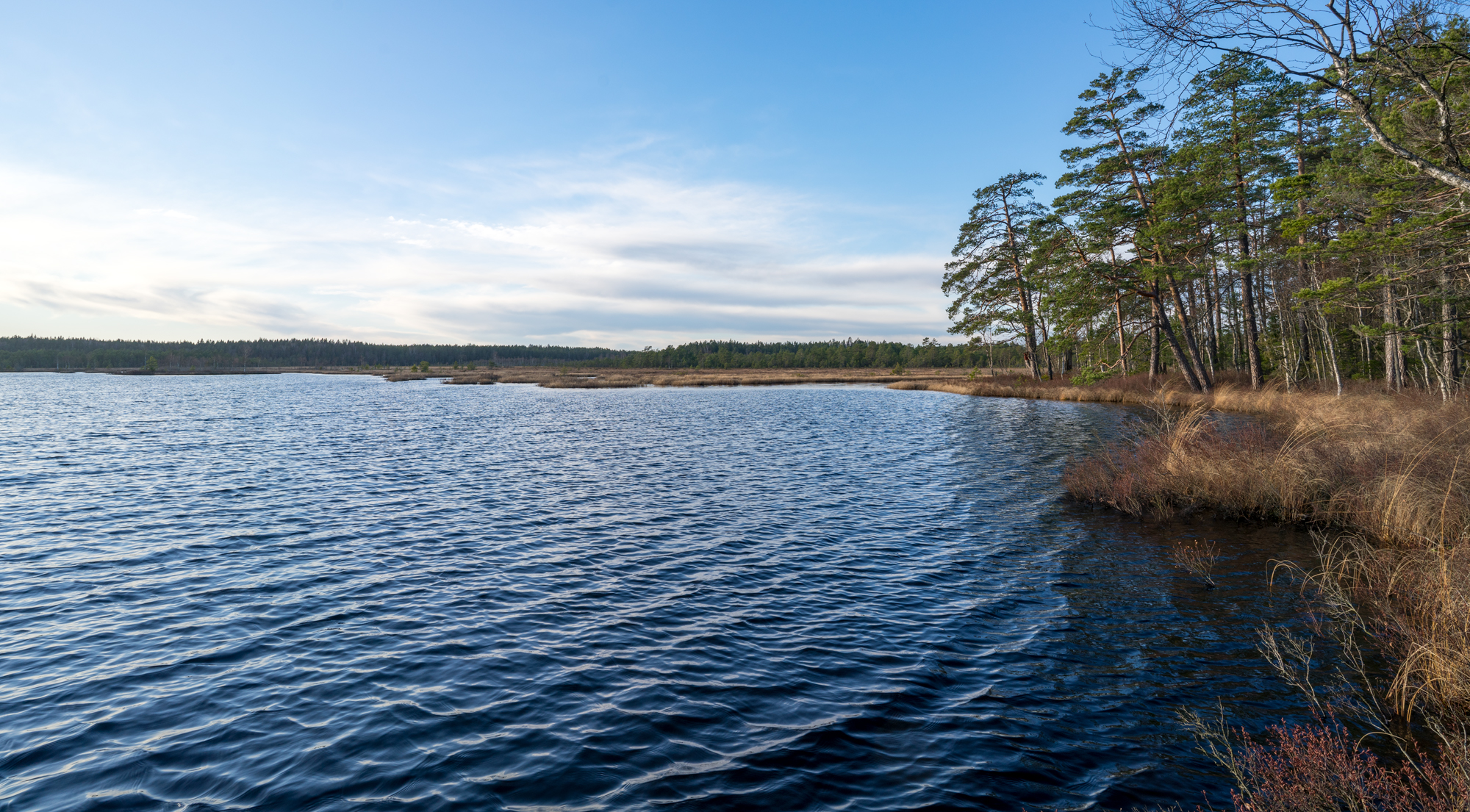
Norra sidan av Svinasjön.
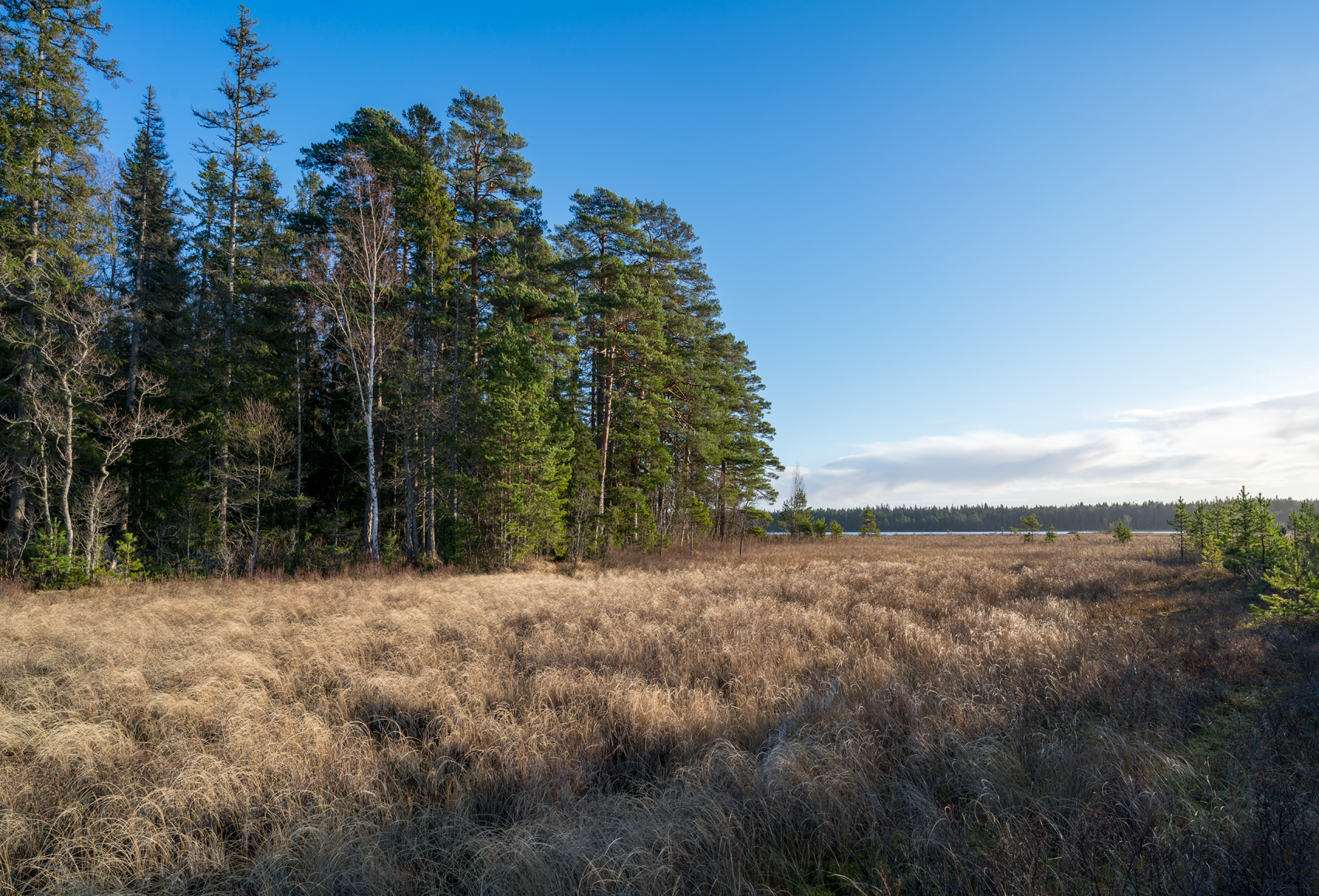
Myr öster om Sjömossen.
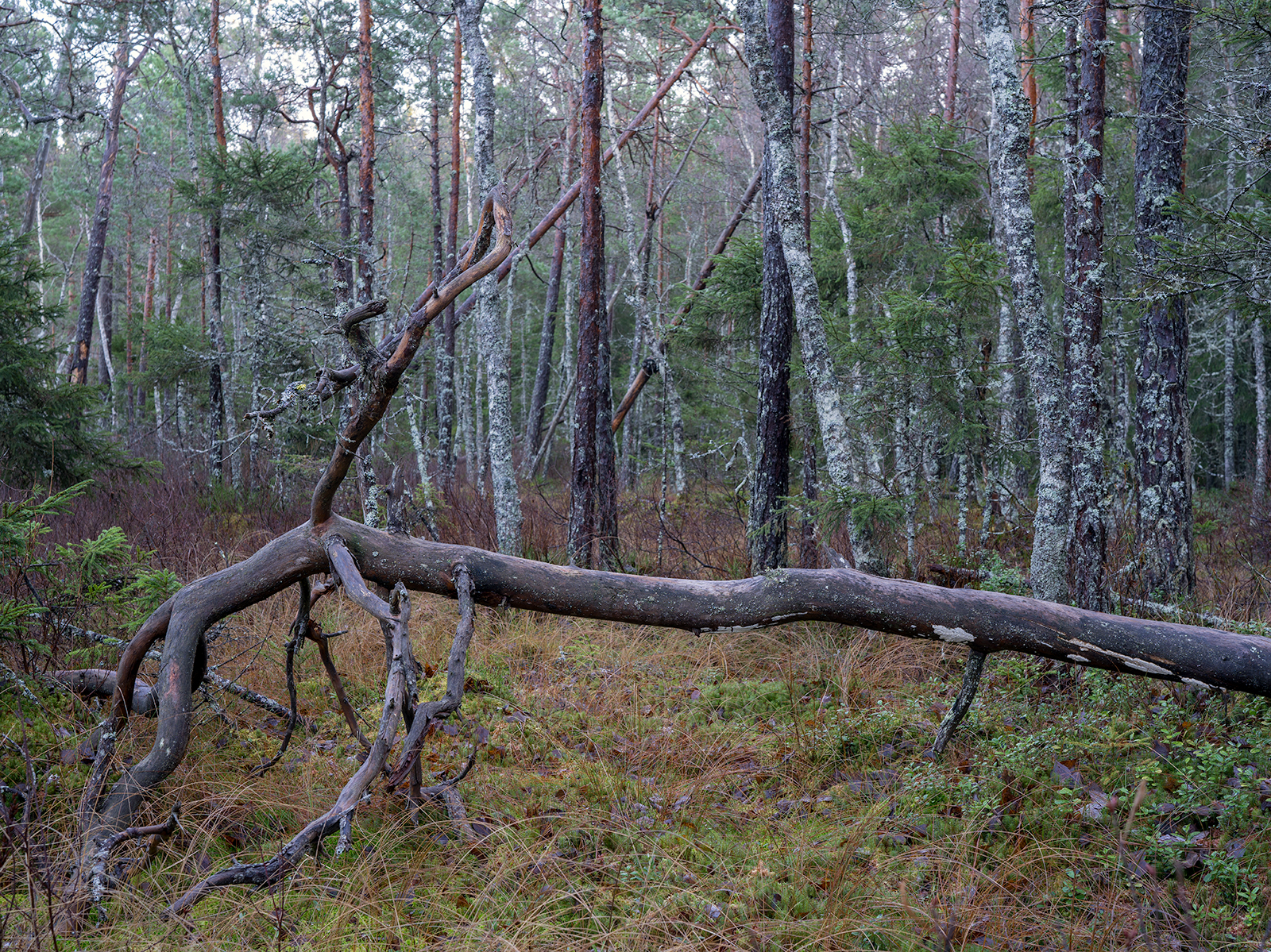
Sumpskog i västra delen av reservatet.
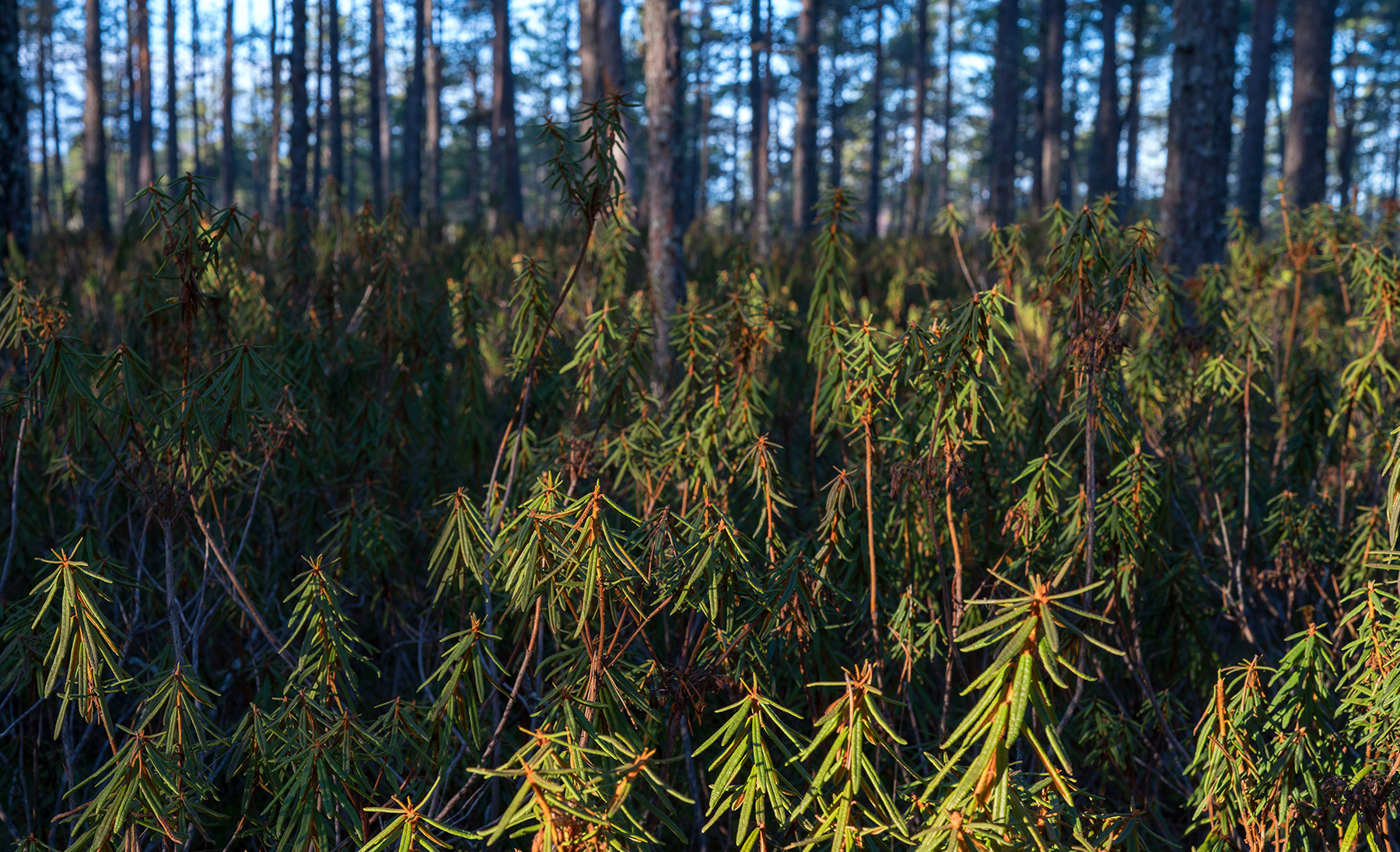
Tall-sumpskog med högvuxen skvattram.
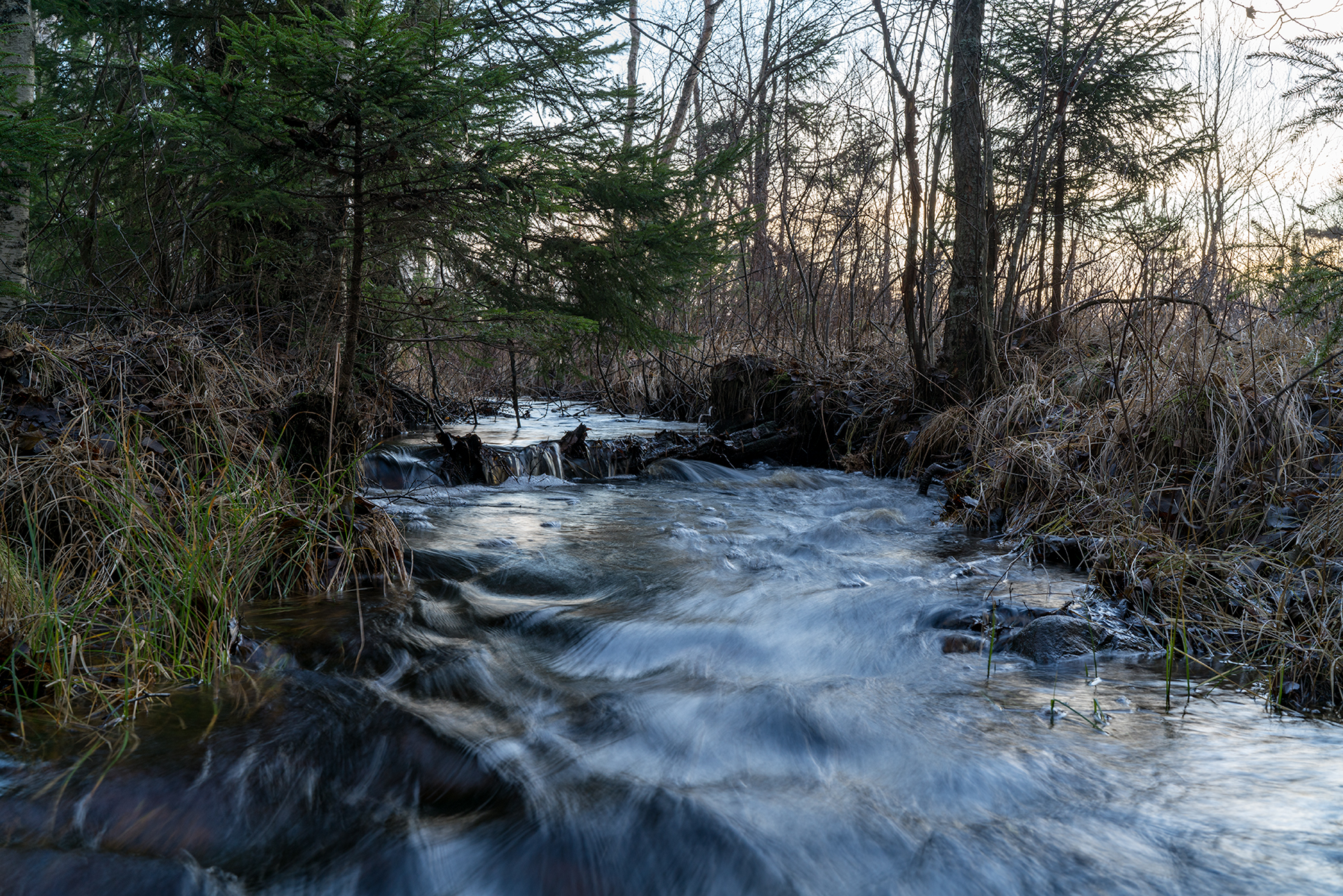
Svinabäcken avvattnar Svinasjön.